# Norges U/19-fodboldlandshold
Norges U/19-fodboldlandshold er Norges landshold for fodboldspillere, som er under 19 år. Landsholdet bliver administreret af Norges Fotballforbund.